# Löfbergs
Löfbergs är ett kafferosteri i Karlstad. 
År 1906 grundades en grossistfirma i Karlstad för import av kaffe och kolonialvaror av bröderna Josef, Anders och John Löfberg. Man importerade även bilar av märket Citroen och startade ett kafferosteri. Verksamheten delades 1927 upp så, att Josef tog över grossiströrelsen, John fick bilimporten och Anders kafferosteriet.
På 1920-talet började man sälja kaffe i konsumentförpackningar och 1927 fanns elva olika blandningar som såldes i påsar med olika färg. Den så kallade lyxblandningen såldes i lila påsar och de gav upphov till varumärket Löfbergs Lila, som antogs 1955. I augusti 2012 återgick man dock till ursprungsnamnet Löfbergs. Löfbergs är ett av få företag i Sverige som lyckats varumärkesskydda en färg.
Moderbolaget i koncernen, som även inbegriper Löfberg Fastigheter och Löfberg Invest, heter Bröderna Löfberg Aktiebolag.
Löfbergs var 2012 ett av Nordens största kafferosterier. Företaget är familjeägt, nu i tredje och fjärde generationen. Huvudkontoret och huvudrosteriet ligger i Karlstad. Företaget rostar även kaffe i Danmark (under varumärket Peter Larsen Kaffe) och i Lettland. Löfbergs äger även varumärkena Percol, Green Cup, Superbonobo och te-varumärket Kobbs. Företaget har drygt 350 anställda och omsätter 1,9 miljarder kronor. Löfbergs importerar kaffe från certifierade odlingar (ekologiskt, Fairtrade och Rainforest Alliance) och är leverantör till dagligvaruhandeln, hotell, restauranger och kaféer.
Löfbergs sponsrar bland annat ishockeylaget Färjestads BK, deras hemmahall Löfbergs Arena samt idrottsföreningen IF Göta.

## Bilder

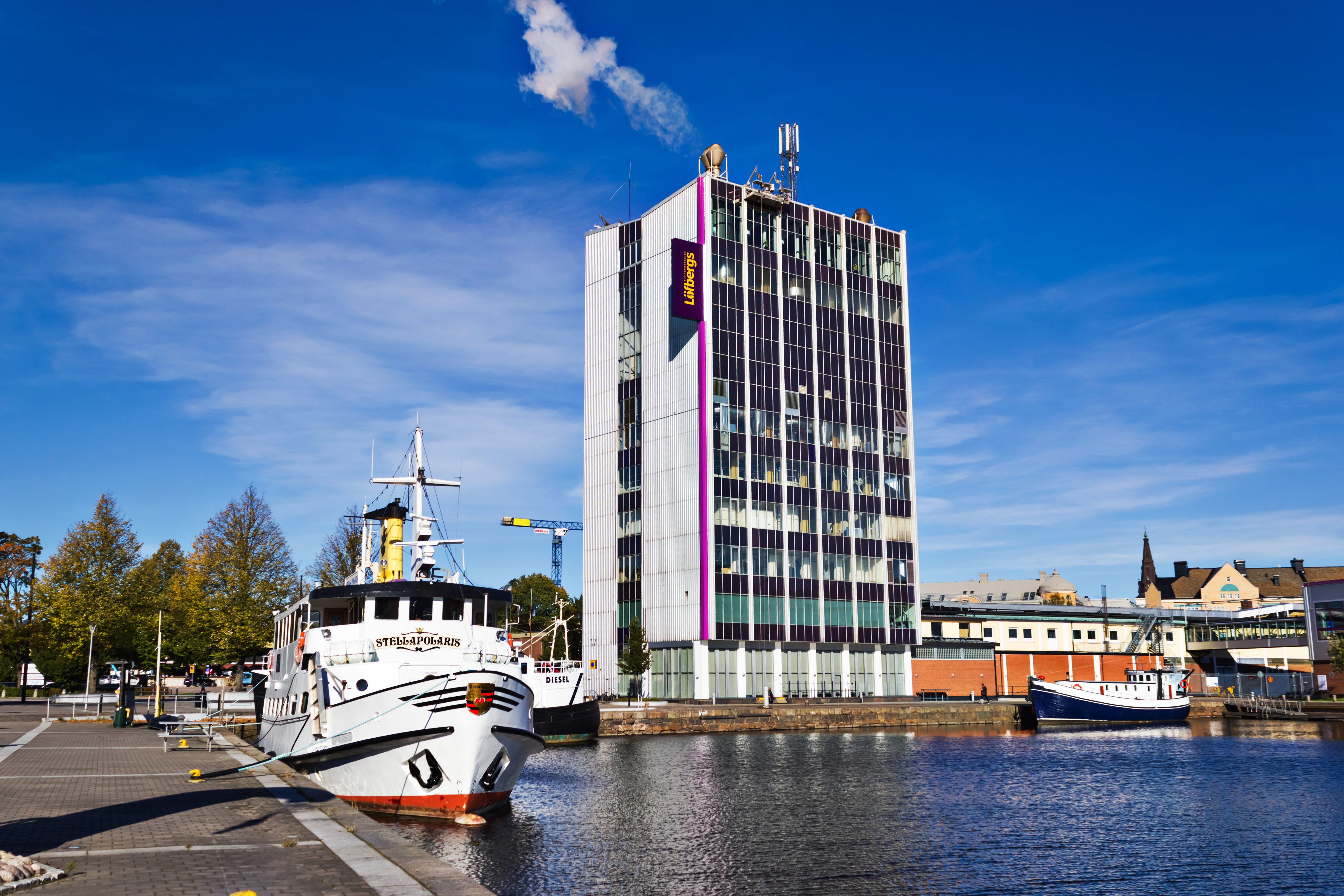
Löfbergs-skrapan i Inre hamn i Karlstad
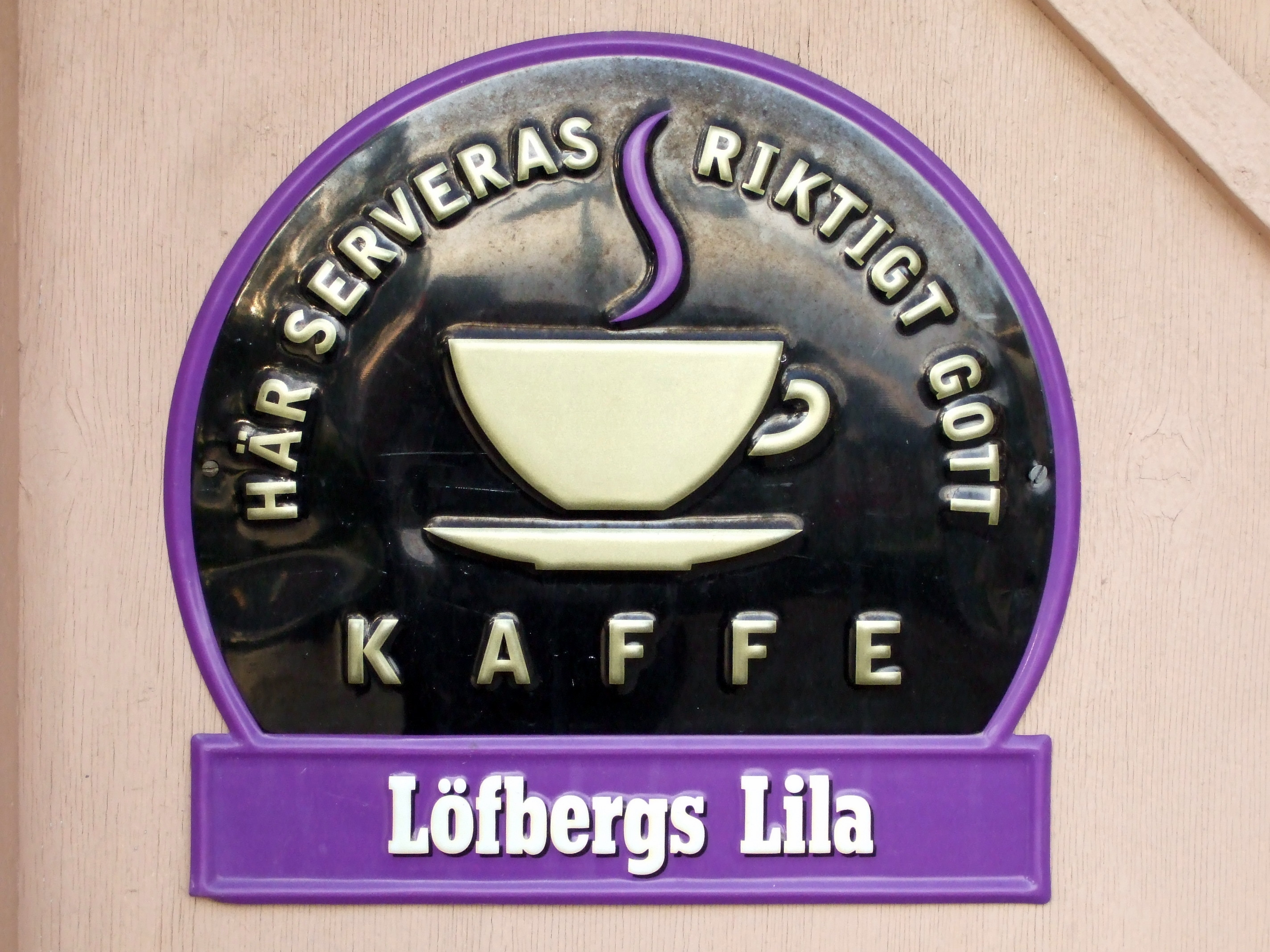
Reklam för Löfbergs Lila
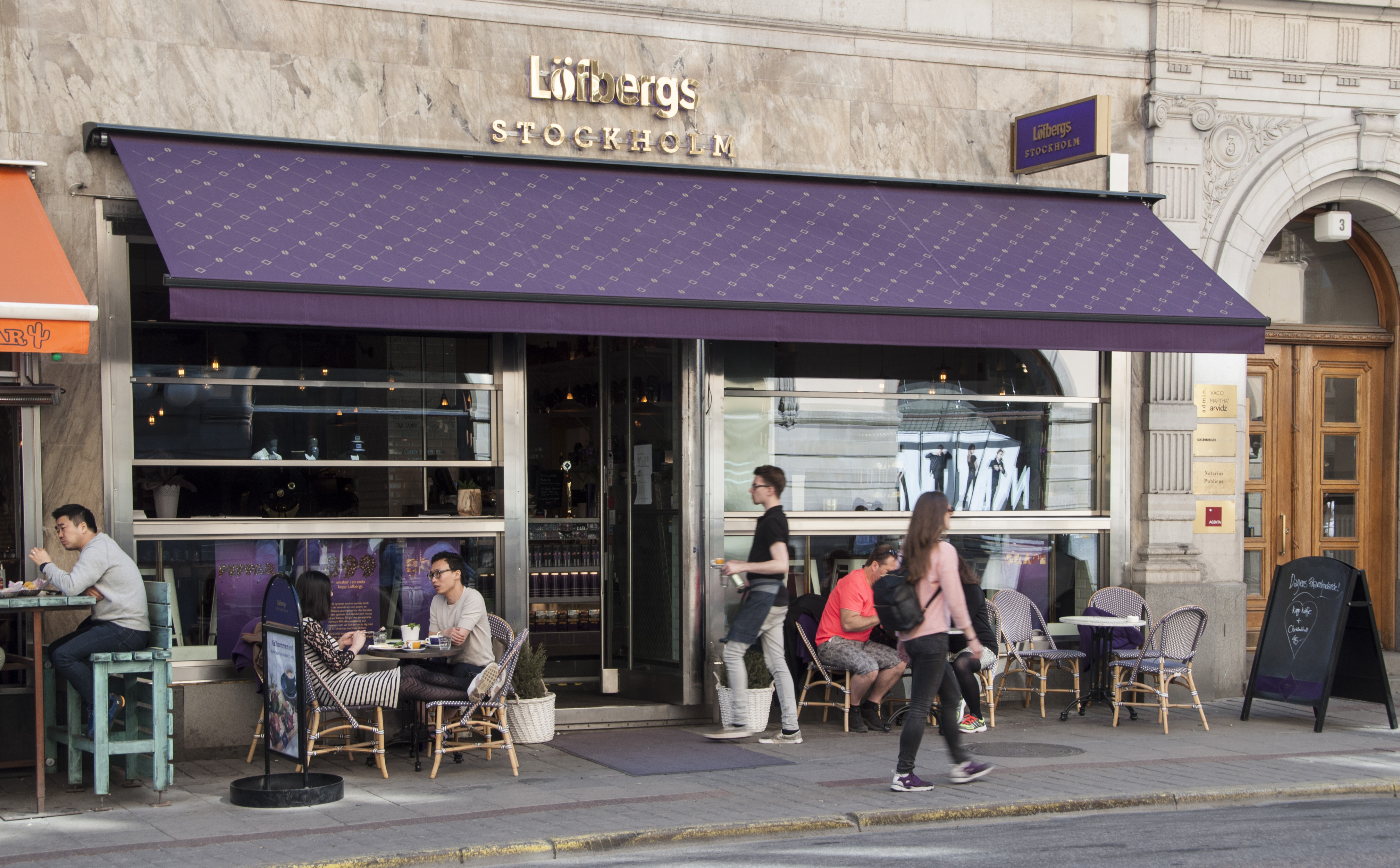
Affär och café på Kungsgatan i Stockholm